# Онешты (Хынчештский район)
Онешты (рум. Oneşti, Онешть) — село в Хынчештском районе Молдавии. Является административным центром коммуны Онешты, включающей также село Стрымбены.

## География
Село расположено на высоте 58 метров над уровнем моря.

## Население
По данным переписи населения 2004 года, в селе Онешть проживает 1259 человек (631 мужчина, 628 женщин).
Этнический состав села:
| Национальность | Число жителей | Процентный состав |
| -------------- | ------------- | ----------------- |
| молдаване      | 1040          | 82.61             |
| украинцы       | 125           | 9.93              |
| русские        | 65            | 5.16              |
| румыны         | 12            | 0.95              |
| гагаузы        | 6             | 0.48              |
| болгары        | 5             | 0.4               |
| прочие         | 6             | 0.48              |
| Всего          | 1259          | 100%              |